# کیست

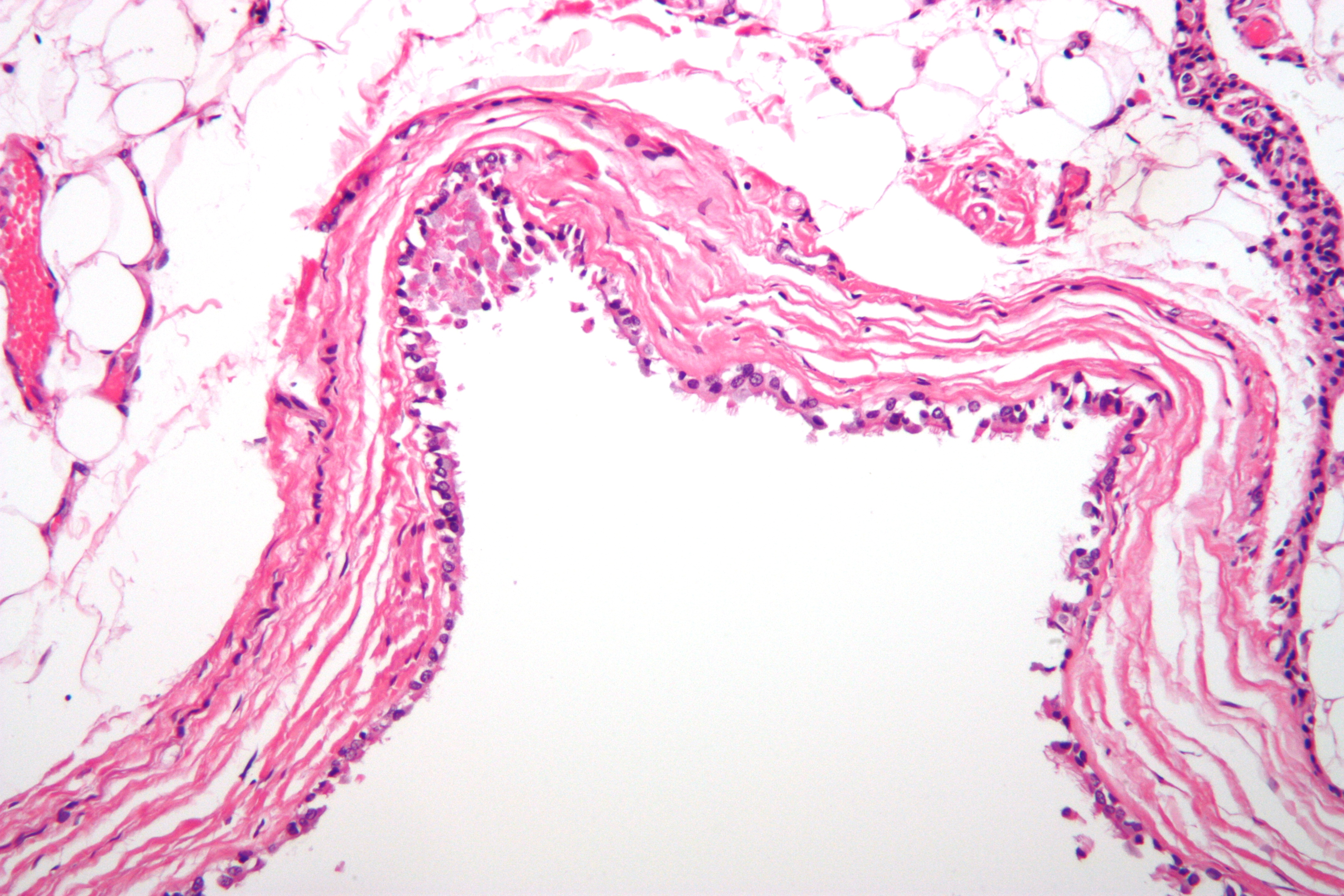
کیست.

کیست (به انگلیسی: Cyst) یک محفظه بسته‌است که دارای غشا مجزا و تقسیم یاخته‌هایی مجزا در مقایسه با بافت دور و اطرافش است. کیست می‌تواند شامل هوا، مایعات و مواد نیمه جامد باشد. یک مجموعه چرکی، آبسه نامیده می‌شود و کیست به حساب نمی‌آید. هنگامی که یک کیست تشکیل می‌شود، می‌تواند خود به خود از بین برود یا از طریق جراحی برداشته شود.
کیست می‌تواند مادرزادی (کلیه پلی کیستیک) یا پاتولوژیک مانند کیست هیداتید باشد.